# Attentato al bus di Kiryat Menachem
L'attentato al bus di Kiryat Menachem fu un attentato suicida palestinese avvenuto il 21 novembre 2002 in un autobus pubblico nel quartiere di Kiryat Menachem a Gerusalemme. 11 persone furono uccise nell'attentato e oltre 50 rimasero ferite.
Hamas rivendicò l'attacco.

## L'attentato
Il 21 novembre 2002, intorno alle 7:00, l'attentatore suicida palestinese Na'el Abu Hilail, che indossava una cintura esplosiva piena di cinque chilogrammi di esplosivo e shrapnel, salì sull'autobus pubblico in via Mexico a Gerusalemme.
L'attentatore suicida fece esplodere l'esplosivo nell'autobus affollato, prima che l'autobus raggiungesse la fermata successiva, mentre l'autobus si trovava nel quartiere suburbano di Kiryat Menachem. 11 persone furono uccise nell'attacco e più di 50 rimasero ferite.

### Vittime
- Hodaya Asraf, 13 anni, di Gerusalemme;[6]
- Marina Bazarski, 46 anni, di Gerusalemme;[7]
- Hadassah (Yelena) Ben-David, 32 anni, di Gerusalemme;[7]
- Sima Novak, 56 anni, di Gerusalemme;[8]
- Kira Perlman, 67 anni, di Gerusalemme;[9]
- Ilan Perlman, 8 anni, di Gerusalemme - nipote di Kira Perlman;[10]
- Yafit Ravivo, 14 anni, di Gerusalemme;[11]
- Ella Sharshevsky, 44 anni, di Gerusalemme;[12]
- Michael Sharshevsky, 16 anni, di Gerusalemme - Figlio di Ella Sharshevsky;[13]
- Mircea Varga, 25 anni, turista rumena;[14]
- Dikla Zino, 22 anni, di Gerusalemme.[15]

## I responsabili
Hamas si prese la responsabilità dell'attentato, che venne effettuato da Na'el Abu Hilail, 22 anni, da el-Khader, appena a sud di Betlemme. 4 delle vittime erano bambini o adolescenti che andavano a scuola. Il padre di Abu Hilail si disse soddisfatto di suo figlio, dicendo: "La nostra religione dice che siamo orgogliosi di lui fino al giorno della risurrezione". I suoi amici dissero che era un sostenitore della Jihad islamica palestinese.